# Labeo fulakariensis
Labeo fulakariensis és una espècie de peix cipriniforme de la família dels ciprínids.

## Morfologia
Els mascles poden assolir els 13 cm de longitud total.

## Distribució geogràfica
Es troba al curs inferior del riu Congo.